# Futbol base de l'Athletic Club
El futbol base o planter del club de futbol professional basc Athletic Club és el sistema de formació juvenil de l'organització, que desenvolupa jugadors des de la infància fins a la integració dels millors als equips d'adults.
La categoria final dins l'estructura juvenil és el Juvenil A (basc: Gazteak A) equip sub-18/19 que representa el club a la competició estatal. Els graduats reeixits solen passar a l'equip vinculat del club per a jugadors més joves, el CD Basconia, o ocasionalment directament a l'equip filial, el Bilbao Athletic, tots dos també considerats part del planter pel fet de ser etapes en progressió cap a l'equip sènior. tot i que competint en el sistema de lliga d'adults.
L'acadèmia té la seu al complex d'entrenament del club, Lezama, que sovint és el metònim utilitzat per referir-se al propi sistema.

## Antecedents i estructura
Els millors clubs de futbol de les lligues espanyoles donen, en general, una gran importància al desenvolupament del seu planter per promocionar els jugadors des de dins o vendre'ls a altres clubs com a font d'ingressos. Com a club que té un petit grup de jugadors per triar a causa de la seva política de fitxar només bascos, aquest enfocament en el talent local és encara més vital per a l'Athletic Club.

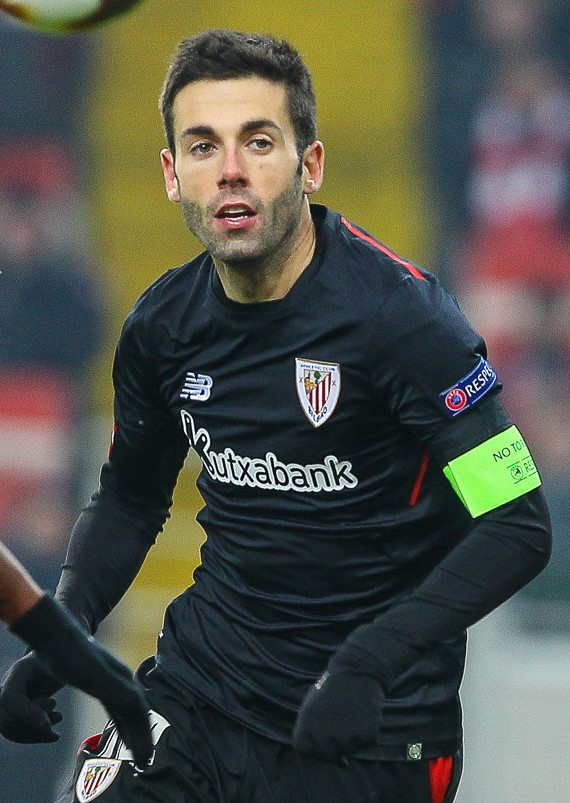
Markel Susaeta és un exemple de jugador que es va incorporar al club des de molt jove, es va moure constantment per tots els nivells juvenils i es va consolidar a l'equip sènior.

La majoria dels jugadors de l'equip sènior de les últimes temporades són graduats de l'Acadèmia Juvenil: 15 de la plantilla el 2014 (segons l'anàlisi de l'Observatori del Futbol CIES). El 2016, el total de 17 "jugadors locals" de l'Athletic (segons les directrius de la UEFA: tres anys d'entrenament entre 15 i 21 anys) encara al seu club formatiu va ser el més alt de les "cinc grans" lligues d'Europa, significativament més que tots els altres clubs d'elit a part dels veïns de la Reial Societat. Incloent vuit antics entrenadors d'altres clubs elegibles, el total de 25 jugadors de l'Athletic es va classificar com el cinquè més alt del continent, tot i que només el tercer a Espanya per darrere del Reial Madrid i el FC Barcelona, que van conservar només alguns dels molts professionals d'alt nivell que van produir. A més, una anàlisi posterior de final de curs va demostrar que aquests graduats no eren només membres de l'equip filial, sinó elements integrants de l'equip, implicats en el 64% dels minuts de la Lliga 2016-17, on van quedar 7è.
El nucli de nois de la província biscaïna s'introdueix per primera vegada als equips alevins de Lezama cap als 10 anys i avança per una franja d'edat cada temporada a través dels nivells Infantil, Cadet i Juvenil; hi ha acords de col·laboració amb els petits clubs de la província, la plantilla dels quals col·labora amb els scouts de l'Athletic per identificar els talents destacats que sorgeixen en cada etapa. Els jugadors que són retinguts per l'Athletic després de la seva etapa juvenil A (d'uns 18 anys) normalment s'incorporen a l'equip vinculat del club a Basauri, el CD Basconia, jugant al quart nivell regionalitzat del sistema d'adults espanyol. La seva plantilla normalment s'amplia encara més amb nous fitxatges dels clubs juvenils de regions més àmplies, sobretot el Danok Bat i l'Antiguoko que repten regularment els equips de l'acadèmia professional pel títol a la seva categoria. Del club Txantrea de Pamplona també han sorgit una sèrie de jugadors sèniors que tenen un conveni de col·laboració amb l'Athletic (renovat per quatre anys més el 2017).

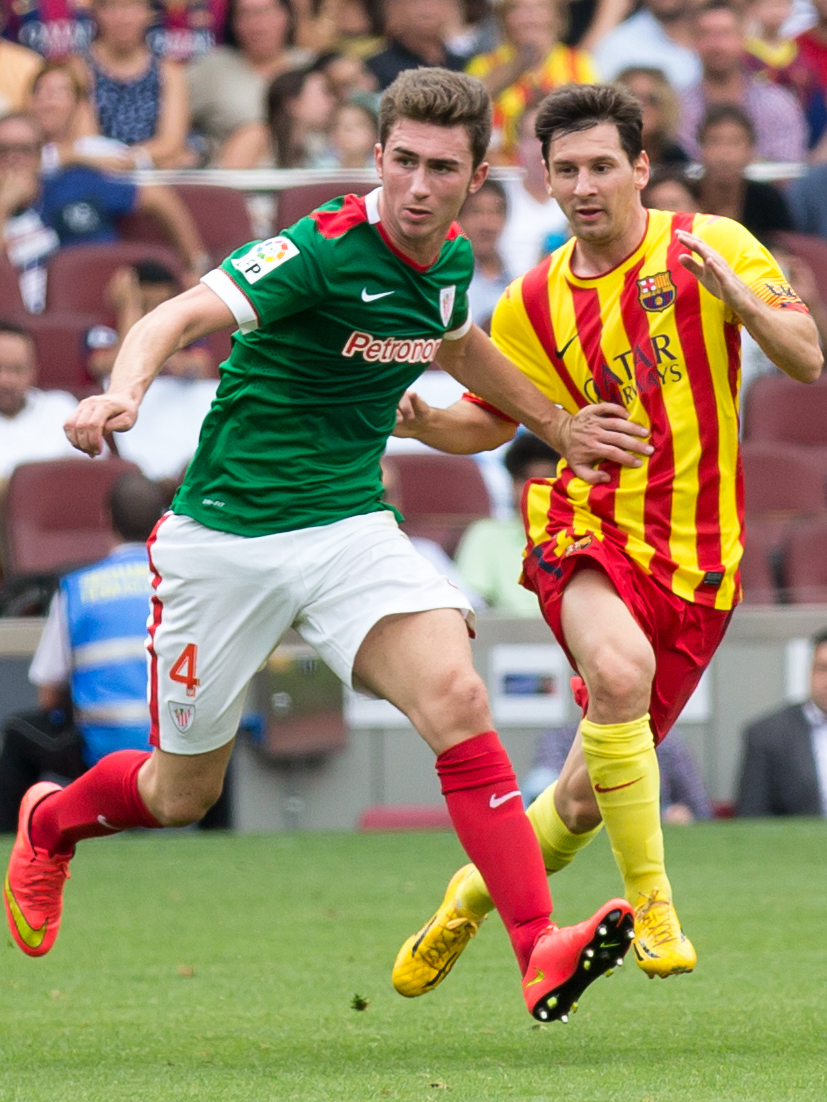
El traspàs del 2018 del graduat juvenil Aymeric Laporte (esquerra) va suposar uns ingressos de 64 milions d'euros al club

Els jugadors solen passar una o dues temporades al Basconia, alguns sortint cedits a altres clubs locals, abans que els millors ascendeixin al filial Bilbao Athletic i després a l'equip sènior. Hi ha excepcions a aquesta seqüència; En particular, Iker Muniain va mostrar tan prometedor que va ascendir primerencament al Juvenil A amb 15 anys el 2008, va ser seleccionat pel Bilbao Athletic tan bon punt va fer 16 anys el gener de 2009 i va esdevenir un sènior habitual a l'inici de la següent temporada.

El club va rebre el seu primer gran benefici de traspàs per a un jugador que s'havia graduat del sistema juvenil amb l'acord per 12 milions d'euros de l'estiu del 2005 que va portar Asier del Horno al Chelsea FC  el gener del 2018, quan Aymeric Laporte (un dels pocs jugadors francesos que ha jugat al club a qualsevol nivell) es va traslladar al Manchester City per una quota d'uns 64 milions d'euros, l'import de la seva clàusula de rescissió contractual. Aquell acord es va eclipsar set mesos després quan el porter Kepa Arrizabalaga, jugador de l'Athletic des dels 9 anys, va ser adquirit pel Chelsea per la seva clàusula de rescissió de 80 milions d'euros, convertint-lo en el porter més car del món.
1. ↑  Javi Martínez i Ander Herrera es van vendre per grans quantitats però no eren jugadors juvenils a l'Athletic; Fernando Llorente va marxar a canvi de res a l'empara de la llibertat de contracte

## Competicions estatals
L'equip Juvenil A juga al Grup II de la Divisió d'Honor Juvenil de Futbol com a competició anual habitual. Els seus principals rivals al grup lliga són la Reial Societat i l'Osasuna. L'equip sub-17, Juvenil B, juga a la Liga Nacional Juvenil que és la divisió inferior de la mateixa estructura.
L'equip també participa habitualment a la Copa de Campions Juvenil i a la Copa del Rei Juvenil, la classificació per a la qual depèn de la posició final del grup de lliga. En aquestes competicions d'àmbit estatal l'oposició inclou els equips dels planters de Barcelona, Atlètic de Madrid, Sevilla i Reial Madrid.

## Tornejos internacionals
Durant molts anys l'Athletic ha estat actiu en la incorporació del seu equip juvenil a tornejos internacionals per adquirir experiència, i en els darrers temps aquests esdeveniments han guanyat protagonisme en el calendari futbolístic. L'any 2012 l'equip Juvenil (amb Aymeric Laporte i Iñaki Williams) va aparèixer a la sèrie NextGen per invitació, però posteriorment es va suspendre.
La temporada 2013-14 l'equip sènior de l'Athletic es va classificar per a la fase de grups de la Lliga de Campions, la qual cosa significa que la plantilla Juvenil podria jugar la versió 2014-15 de la UEFA Youth League. En els anys següents no hi va haver més possibilitats de participar en aquella competició perquè l'equip sènior no es va classificar. La via alternativa a la Lliga Juvenil seria guanyar la Copa de Campions de la temporada anterior, però l'Athletic Juvenil no ha pogut aconseguir-ho fins ara: van ser-ne finalistes el 2022.
Un grup d'edat més jove (l'equip Cadet B) també competeix a la Manchester United Premier Cup anualment. El 1998 l'Athletic, entrenat pel futur entrenador de l'equip sènior Ernesto Valverde, va guanyar el torneig, tot i que cap dels jugadors implicats, ni tan sols el millor jugador del torneig Jonan García, va poder convertir-se en habitual de l'equip sènior. Casualment aquella temporada també va ser molt reeixida per a altres seccions del club: el sènior va acabar 2n de la lliga i es va classificar per a la Champions, mentre que el Bilbao Athletic va acabar 2n del seu grup Segona B i el Basconia va guanyar la seva secció de Tercera, tot i que cap filial va ascendir. .
El 2006 (amb Erik Morán a la plantilla) i el 2012 (amb Asier Villalibre ) els cadets de l'Athletic també van competir a la final mundial de la Premier Cup del Manchester United com a representant de la lliga espanyola després de guanyar la classificació estatal.

### Entrenadors en cap
Els entrenadors són sovint antics jugadors de l'Athletic que ells mateixos han sorgit de Lezama. Els directors de l'acadèmia, Rafael Alkorta i Andoni Ayarza, també són exjugadors, igual que el seu predecessor José María Amorrortu, i el president sota el qual treballava, Josu Urrutia.
A desembre 2018
| Equip     | Edat  | Entrenador                    | Nivell | Lliga                    |
| --------- | ----- | ----------------------------- | ------ | ------------------------ |
| Juvenil A | 16-18 | Andoni Galiano Joxean Álvarez | 1      | Divisió d'Honor (Gr. II) |
| Juvenil B | 16-17 | Ander Breda Jon Ciaurri       | 2      | Lliga Nacional (Gr. IV)  |
| Cadet A   | 15-16 | Jon Solaun Txema Añibarro     | 1      | Cadet Lliga Basca        |
| Cadet B   | 14-15 | Ander Alaña Luis Prieto       | 2      | Cadet Divisió d'Honor    |

## Jugadors destacats
Els jugadors que van passar pel sistema juvenil en el camí d'establir-se amb l'equip sènior de l'Athletic i/o altres clubs (des de l'obertura del Lezama el 1971) inclouen:
A juliol de 2024
Els jugadors actualment a l'Athletic en negreta, l'any de 'graduació' entre parèntesis:
| - José Ramón Alexanko (1973) - Andoni Goikoetxea (1974) - Manuel Sarabia (1974) - Estanislao Argote (1975) - Miguel de Andrés (1976) - Santiago Urquiaga (1976) - Miguel Ángel Sola (1976) - Iñigo Liceranzu (1977) - Txema Noriega (1977) - Ismael Urtubi (1978) - Luis de la Fuente (1978) - Julio Salinas (1981) - Patxi Salinas (1981) - Genar Andrinúa (1982) - Patxi Ferreira (1984) - Rafael Alkorta (1985) - Ander Garitano (1986) - Josu Urrutia (1986) - Andoni Lakabeg (1986) - Ricardo Mendiguren (1987) - Xabier Eskurza (1988) - Aitor Larrazábal (1989) - Kike Burgos (1989) - Javi Gracia (1989) - Óscar Tabuenka (1989) - Juan José Valencia (1991) - Aitor Karanka (1992) - Julen Guerrero (1992) - Edu Alonso (1992) - Javi González (1993) - Bolo (1993) - Gaizka Garitano (1993) - Óscar Vales (1994) - Felipe (1994) - César Caneda (1995) - Iñaki Lafuente (1995) - Daniel Aranzubia (1997) - Francisco Yeste (1997) - Asier del Horno (1999) | - Carlos Gurpegui (1999) - Joseba Arriaga (2000) - Andoni Iraola (2000) - Ander Murillo (2001) - Fernando Amorebieta (2003) - Fernando Llorente (2003) - Markel Susaeta (2005) - Anaitz Arbilla (2005) - Beñat (2005) - Iago Herrerín (2006) - Eneko Bóveda (2006) - Iñigo Pérez (2006) - Mikel San José (2007) - Yuri Berchiche (2007) - Isma López (2007) - Ander Iturraspe (2007) - Javier Eraso (2008) - Iker Muniain (2009) - Jon Aurtenetxe (2010) - Unai Bustinza (2011) - Iñigo Ruiz de Galarreta (2011) - Aymeric Laporte (2011) - Kepa Arrizabalaga (2012) - Iñaki Williams (2013) - Unai López (2013) - Álex Remiro (2013) - Yeray Álvarez (2013) - Iñigo Córdoba (2014) - Unai Simón (2014) - Asier Villalibre (2014) - Unai Núñez (2015) - Gorka Guruzeta (2015) - Beñat Prados (2018) - Aitor Paredes (2018) - Unai Vencedor (2018) - Oihan Sancet (2018) - Nico Williams (2019) - Julen Agirrezabala (2019) - Unai Gómez (2021) |